# ふじや
株式会社ふじやは、徳島県徳島市国府町日開に本社を置く飲食業を営む企業である。

## 沿革
- 1968年 - 和食店ふじやとして徳島市庄町に開店。
- 1970年 - 有限会社ふじやを徳島市庄町に設立。
- 1982年 - 有限会社ふじやから株式会社ふじやに組織変更。
- 1994年 - 徳島市国府町日開に本社を移転。
- 2019年 - 子会社 株式会社グルメサービスを吸収合併。

## 展開する店舗
- 天山閣
- ふじや総本店
- かつ富士
- 元祖からあげ本舗 かたに商店（FC店）
- 餃子香月

## 閉鎖した店舗
- 回転寿司 金たろう
- かぐら製麺所（みかま製麺所）
- 木の花
- 鳴門水産
- 日の出食堂
- 相撲茶屋　雷電
- めん屋
- 元町珈琲
- 焼肉満点
- まぐろ一兆
- 今里

## 関連企業
- M-dream株式会社- 株式会社グランド商事・アドバンスに売却。
- 株式会社グルメサービス- 2019年2月26日 債務超過により解散。ふじやに吸収合併。株式会社グルメサービス 第29期決算公告
- 徳島掃除に学ぶ会-日本を美しくする会の 意志を受け継ぎ、徳島の地で「おトイレ掃除」。参加費1000円。公式Facebook